# Miguel Bravo (futbolista ecuatoriano)
Miguel Bravo (n. Quito, Ecuador; 29 de octubre de 1986) es un exfutbolista y entrenador de fútbol ecuatoriano. Se desempeñaba como volante ofensivo y actualmente dirige al Cancún Fútbol Club de la Liga de Expansión de México.

## Trayectoria

### Como futbolista
Comenzó su carrera futbolística en las divisiones inferiores de Liga Deportiva Universitaria, donde disputó las Categorías Sub-16, 18 y 20. Integró el plantel de primera, pero no logró debutar profesionalmente. En 2005 tuvo la oportunidad de debutar,  jugando con el Espoli, club donde permaneció los siguientes tres años, logrando el ascenso en el 2007. En el 2008, en la Serie A tuvo su mejor desempeño, integrando la selección ecuatoriana de fútbol para varios partidos amistosos. Para la temporada de 2009 fue contratado por el Emelec de Guayaquil.
Al no tener muchas oportunidades de jugar en el equipo guayaquileño, a mitad de temporada fue cedido a préstamo a la Universidad Católica de Quito de la Serie B donde lograría el ascenso a la serie de privilegio.En el 2010 fue traspasado al Olmedo donde jugó más de 40 partidos, consiguiendo 3 goles. En el 2011 fue transferido al Deportivo Cuenca donde actúa como titular en 39 partidos. En la temporada 2013 es transferido a las filas del Club Deportivo El Nacional único bitricampeon ecuatoriano.
Se retiró en 2016 cuando jugaba para Clan Juvenil de la Serie B de Ecuador.

### Como entrenador
A comienzos de la temporada 2020 inicia su carrera como entrenador profesional, lo hizo con el equipo de Serie B, el América de Quito. En febrero de 2023 fue anunciado como entrenador de la selección ecuatoriana sub-20 para disputar el mundial de la categoría que se desarrolló en Indonesia.

## Clubes

### Como futbolista
| Club                 | País    | Año         |
| -------------------- | ------- | ----------- |
| Liga de Quito        | Ecuador | 2002 - 2004 |
| Espoli               | Ecuador | 2005 - 2008 |
| Emelec               | Ecuador | 2009        |
| Universidad Católica | Ecuador | 2009        |
| Liga de Quito        | Ecuador | 2010        |
| Olmedo               | Ecuador | 2010        |
| Deportivo Cuenca     | Ecuador | 2011 - 2012 |
| El Nacional          | Ecuador | 2013        |
| Deportivo Quito      | Ecuador | 2014        |
| Deportivo Cuenca     | Ecuador | 2014 - 2015 |
| Clan Juvenil         | Ecuador | 2016        |

### Como entrenador
| Equipo                | País    | Año         |
| --------------------- | ------- | ----------- |
| América de Quito      | Ecuador | 2020        |
| Chacaritas F. C.      | Ecuador | 2021        |
| Independiente Juniors | Ecuador | 2022        |
| Ecuador sub-20        | Ecuador | 2023 - 2025 |
| Cancún F. C.          | México  | 2025 - act. |

## Palmarés

### Campeonatos nacionales
| Título                        | Club   | País    | Año  |
| ----------------------------- | ------ | ------- | ---- |
| Serie B de Ecuador (Apertura) | Espoli | Ecuador | 2005 |